# Święty Pankracy
Święty Pankracy (cs. Мученик Панкра́тий Римский; ur. ok. 289, zm. ok. 304) – rzymski męczennik chrześcijański, święty Kościoła katolickiego i prawosławnego, jeden z trzech tzw. zimnych ogrodników.

## Żywot świętego
Passio, która o nim opowiada, jest odrzucana przez historyków, niemniej zaświadczony jest wczesny kult św. Pankracego.
Pankracy urodził się pod koniec III wieku we Frygii. Po śmierci rodziców przybył z wujem do Rzymu, gdzie obaj przyjęli chrzest z rąk papieża Marcelina. W tym samym czasie został ogłoszony edykt Dioklecjana o prześladowaniu chrześcijan. Pankracy poniósł śmierć na rzymskiej arenie jako nastolatek – został ścięty mieczem.

## Kult świętego
Jego grób znajdował się w katakumbach przy Via Aurelia. Za pontyfikatu papieża Symmachusa (498–514) wybudowano nad nimi kościół, który później stał się bazyliką św. Pankracego za Murami. Tam przechowywany jest relikwiarz z głową świętego. Część relikwii dotarła do Anglii, gdzie poświęcono mu wiele narodowych kościołów.
Abp Augustyn z Canterbury poświęcił mu swój pierwszy kościół, a relikwie podarowano królowi Nortumbrii. Na cześć świętego jego imieniem (St. Pancras) została nazwana dzielnica Londynu.
Święty Pankracy jest patronem dzieci i rycerstwa, ogrodników, młodych sadzonek, roślin ogrodowych, a nawet bólu głowy. Uważa się go za stróża przysiąg i mściciela krzywoprzysięstwa. W ikonografii jest przedstawiany z mieczem w ręku.
Wspomnienie liturgiczne w Kościele katolickim jest obchodzone 12 maja.
Cerkiew prawosławna wspomina męczennika Pankracego 12/25 maja, tj. 25 maja według kalendarza gregoriańskiego. W Kościołach wschodnich nie jest popularnym świętym.
W Polsce, Austrii, Holandii, Niemczech, Szwajcarii i na Węgrzech św. Pankracy jest znany jako jeden z trzech zimnych ogrodników.

## Przysłowia polskie
- Mamert (11 maja) i Pankracy (12 maja) mrozem kwiat poznaczy.
- Gdy przed Pankracym nocą przymrozi, lato będzie przepadziste, a jesienią czasy dżdżyste.
- Gdy przed Pankracym przymrozek nocny się zdarzy, zimno wiosnę zwarzy.
- Jasny dzień Pankracego przyczynia wina dobrego.
- Gdy słoneczko przed Serwacym (13 maja) ciepło już dogrzewa, po Serwacym szron pokryje i kwiaty, i drzewa.
- Pankracy, Serwacy i Bonifacy (14 maja) dla drzew wielcy niedobracy.